# Tetradymia glabrata
Tetradymia glabrata là một loài thực vật có hoa trong họ Cúc. Loài này được Torr. & A.Gray miêu tả khoa học đầu tiên năm 1854.